# Пињото (Терамо)
Пињото (итал. Pignotto) је насеље у Италији у округу Терамо, региону Абруцо.
Према процени из 2011. у насељу је живело 65 становника. Насеље се налази на надморској висини од 190 м.